# Fazy produkcji oprogramowania
Fazy tworzenia oprogramowania — etapy, przez które przechodzi proces tworzenia oprogramowania od jego początkowej koncepcji aż do dostarczenia gotowego produktu. Określa ogólne kroki, które są podejmowane w celu tworzenia oprogramowania przez zespoły programistów. Wskazuje etapy od momentu kształtowania się ogólnego pomysłu na software/aplikację, aż do momentu, w którym znajduje się w użyciu. Na podstawie tego modelu można bardzo łatwo zrozumieć różne role w świecie IT, zaczynając od product managerów przez software inżynierów aż po testerów.
Fazy tworzenia oprogramowania:
1. Planowanie W tym miejscu ustalany jest cel przedsięwzięcia. Planowanie zawsze należy poprzedzić analizą biznesową oraz studium wykonalności.
2. Analiza wymagań Zebranie i zrozumienie potrzeb i oczekiwań użytkowników końcowych (np. od klienta).
3. Projektowanie Określenie struktury technicznej i architektonicznej systemu, który będzie spełniał zebrane wymagania oraz tworzenie szczegółowych planów i specyfikacji technicznych.
4. Implementacja (Kodowanie) Przekładanie projektów i specyfikacji na kod źródłowy.
5. Testowanie i zatwierdzanie oprogramowania Weryfikacja i walidacja, czy oprogramowanie działa zgodnie z wymaganiami i nie posiada błędów.
6. Wdrażanie Przeniesienie oprogramowania ze środowiska testowego do środowiska produkcyjnego.
7. Utrzymanie Zapewnienie ciągłej pracy i poprawności oprogramowania po jego wdrożeniu.

Produkcja oprogramowania może być realizowana na wiele sposobów. Wybór modelu jest zależny od tego dostępnych zasobów, wymagań klienta, czy specyfikacji projektu. Wykonawca ma też możliwość łączenia różnych modeli, by dostosować proces tworzenia oprogramowania do oczekiwań klienta.
Modele cyklu życia oprogramowania:
- Model Wodospadowy (Waterfall Model)
- Model Prototypowy (Prototyping Model)
- Model Przyrostowy (Incremental Model)
- Model Spiralny (Spiral Model)
- Model Agile
- Model V (V-Model, Verification and Validation Model)

Cały cykl życia oprogramowania staje się jeszcze bardziej efektywny dzięki większej przejrzystości dodanej do każdej jego fazy. W tym celu zespół dodaje różne systemy zarządzania do każdego etapu SDLC (Software Development Life Cycle), aby ujawnić jego słabości i uczynić cały proces jeszcze bardziej efektywnym.